# José Ramón Aguirreche Picavea
José Ramón de Aguirreche y Picabea (Portbou, Gerona, 1896 - Irún, Guipúzcoa, 1970) fue un político español. De ideología carlista, fue alcalde de la ciudad de Irún, procurador en Cortes y presidente de la Diputación de Guipúzcoa durante el franquismo. Una de las plazas más importantes de la ciudad que rigió lleva aún su nombre y cargo, expresado en lengua vasca: Jose Ramon Agirretxe Alkate Jauna Plaza.

## Biografía
De familia irunesa, pronto se traslada a la ciudad natal de sus padres, donde transcurre su juventud y realiza sus estudios. Miembro del Círculo Tradicionalista, en 1934 es nombrado alcalde de su ciudad, cuyo cargo ostentará hasta febrero de 1936, año en que estalla la Guerra Civil Española.
Recupera la alcaldía en diciembre de 1936, sustituyendo a Ángel Fernández de Casadevante, y ocupando el cargo hasta 1962.
En 1943 la Diputación de Guipúzcoa le elige mayoritariamente para el cargo de procurador en la I Legislatura de las Cortes Españolas (1943-1946), representando a los municipios de esta provincia. Como gestor de la diputación, en las elecciones para Representantes de Administración Local celebradas el 13 de mayo de 1946 obtiene 9 de los 14 votos emitidos, siendo elegido de nuevo procurador en la II Legislatura de las Cortes Españolas (1946-1949).

## Su figura en la actualidad
Aunque reprochado por su pasado franquista, sus rasgos característicos debieron de ser su capacidad y honradez. Su figura no ha estado exenta de polémica en la actualidad irunesa, en tanto que durante el 2014, concejales de la izquierda abertzale y de Ezker Batua (marca local de Izquierda Unida) llevaron al pleno del Ayuntamiento iniciativas para eliminar del callejero municipal los nombres de personas implicadas durante la Dictadura, entre ellos, el de Aguirreche. Tras una votación del pleno, finalmente se propuso mantener el nombre de la plaza que le hace referencia, aunque con ortografía eusquérica, con los votos a favor de nacionalistas vascos, socialistas y populares.